# Aufstiftung
Die Aufstiftung (auch als Hochstiftung bezeichnet) ist ein Unterfall der Anstiftung, die nach § 26 StGB strafbar ist.
Die Besonderheit der Aufstiftung ist, dass der Täter bereits entschlossen war, ein Delikt (Grunddelikt) zu begehen und der Anstifter ihn lediglich dazu bewegt, ein schwereres Delikt des gleichen Typs (Qualifikation) zu begehen.
Beispiel: Der Täter war fest entschlossen, das Opfer mit einem Faustschlag zu verletzen. Der Anstifter überredet ihn jedoch, ein Messer zu benutzen. In diesem Fall war der Täter bereits zu einer (einfachen) Körperverletzung nach § 223 Abs. 1 StGB entschlossen. Das Delikt, zu dem er „aufgestiftet“ wurde, stellt jedoch eine gefährliche Körperverletzung nach § 224 Abs. 1 Nr. 2 StGB dar.
Problematisch ist, dass der Täter nicht wegen einer Anstiftung zu § 223 Abs. 1 StGB bestraft würde. Es wird angeführt, die reine Differenz, zu der der Anstifter anstiftet, sei selbst nicht strafbar. Deswegen ist umstritten, ob er hier wegen einer Anstiftung zu § 224 StGB zu belangen ist. Von der Rechtsprechung wird diese Frage bejaht. Die herrschende Lehre hingegen verneint dies, sondern sieht in der Aufstiftung eine psychische Beihilfe.
Die Aufstiftung ist, allein schon wegen der sehr unterschiedlichen rechtlichen Folgen, streng von der Abstiftung zu unterscheiden.